# Félix de la Vierge
Félix Monasterio y Ateca, né le 2 mai 1902 à Errigoiti (Vizcaya, Espagne) et mort le 17 janvier 1951 à Algorta (Vizcaya), connu sous le nom de Félix de la Vierge, est un prêtre trinitaire espagnol. Il est vénéré par l'Église catholique sous le titre de vénérable.

## Biographie
Félix Monasterio voit le jour en 1902, dans une pieuse et modeste famille de paysans. 
Le 28 septembre 1915, âgé de 13 ans, il entre au sein de la maison de la Trinité d'Algorta, où il entame une formation de religieux trinitaire. Il prend l'habit le 3 octobre 1919 au sanctuaire Notre-Dame de la Bonne Volonté. Un an plus tard, le 5 octobre 1920, il prononce ses premiers vœux.
Il est ordonné prêtre le 9 août 1925. Sa fidélité à la morale catholique et à sa mission de religieux trinitaire est indéfectible. Toute sa vie, il mêle l'action à la contemplation et accorde une extrême importance à la charité, à la pauvreté et à la pénitence. Il se consacre principalement au service des pauvres.

## Postérité
Il meurt le 17 janvier 1951, dans la maison de la Trinité d'Algorta. Il est alors inhumé dans l'église de la Sainte-Trinité. Sa réputation de sainteté ne cesse de grandir, notamment auprès de ses frères et des habitants du village. Le pape Jean-Paul II le déclare vénérable le 26 mars 1994.